# Berliner Weißbier

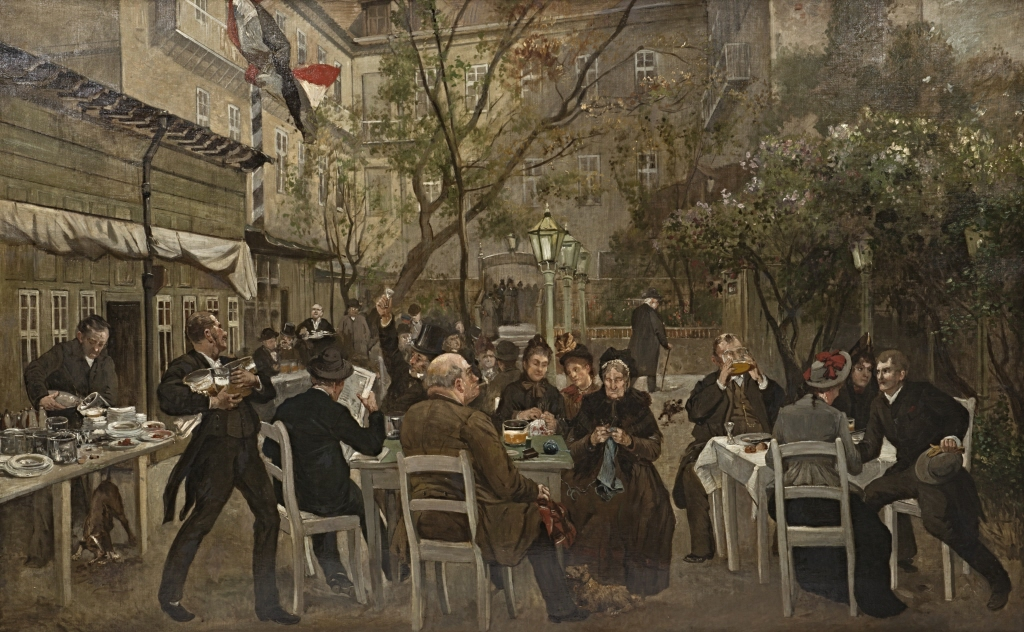
Franz Skarbina: Weißbierausschank im Hinterhofgarten – Garten der Berliner Weißbierbrauerei Gabriel & Jäger, um 1878

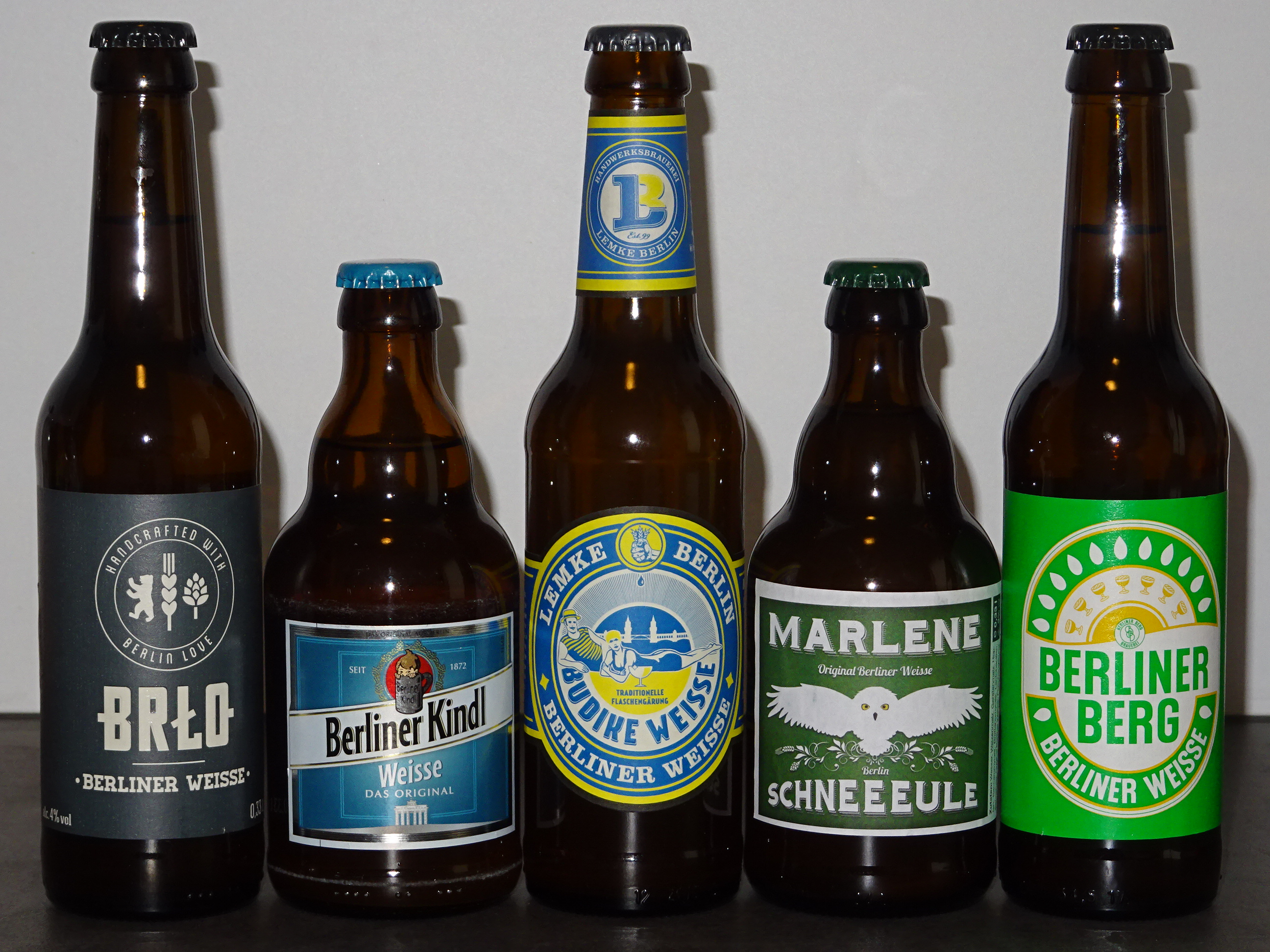
Berliner Weißbiere verschiedener Brauereien, 2020

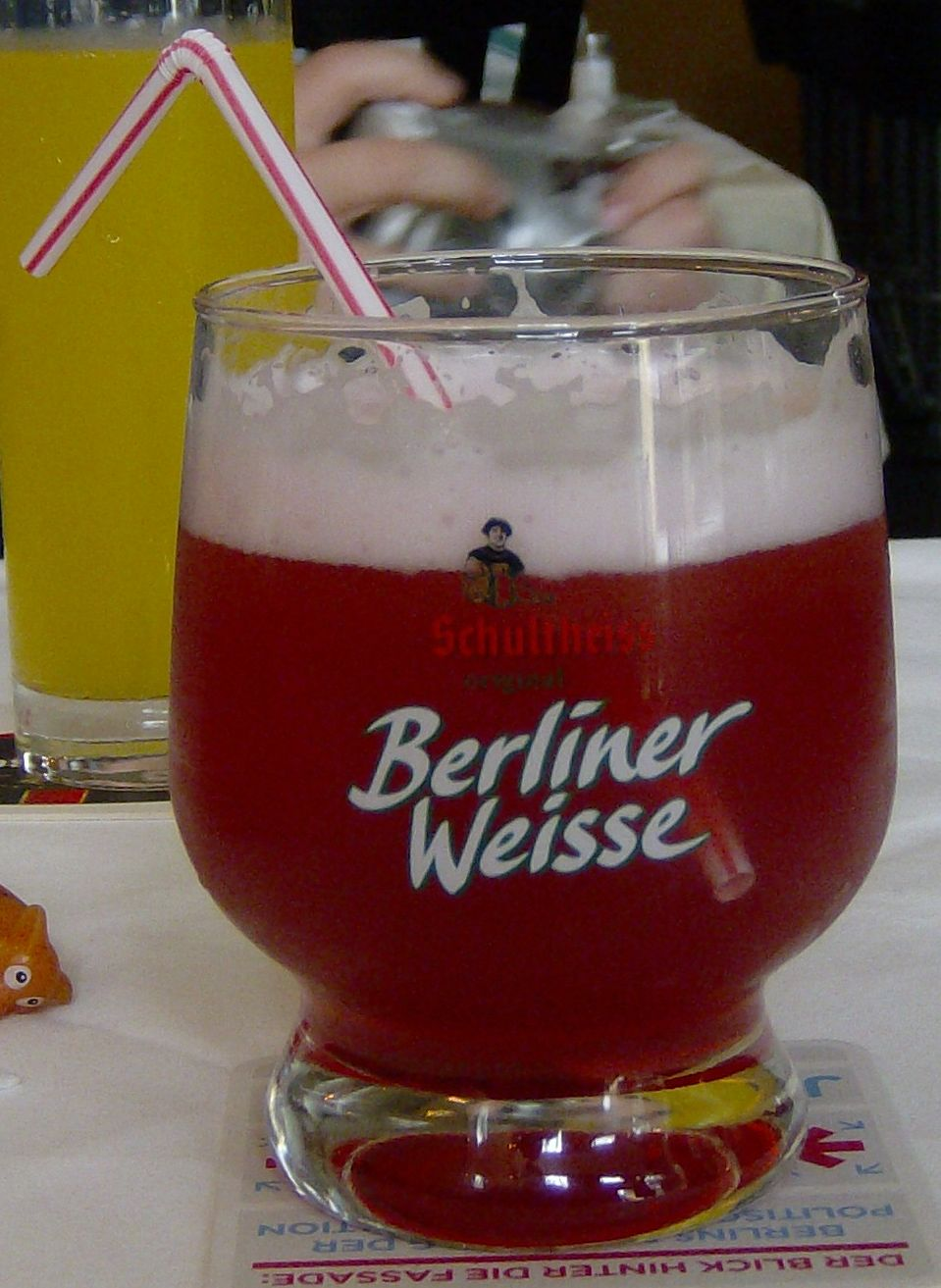
Berliner Weißbier mit Himbeersirup

Berliner Weißbier ist ein obergäriges Bier, das mit einem großen Anteil Weizenmalz gebraut wird. Die Gärung erfolgt mit einer Mischkultur aus obergäriger Hefe (Saccharomyces cerevisiae) und Milchsäurebakterien. Außerdem können an der Gärung und Reifung weitere Hefen, insbesondere Brettanomyces bruxellensis, beteiligt sein. In der Regel ist Berliner Weißbier ein Schankbier. Berliner Weiße, auch Berliner Weisse geschrieben, ist ein Synonym und eine geschützte Herkunftsbezeichnung für Berliner Weißbier, die nur Berliner Brauereien verwenden dürfen.

## Geschichte

### Ursprünge
Berliner Weißbier hat seinen Ursprung wahrscheinlich im 16. Jahrhundert. Der allgemein verbreiteten Legende zufolge soll es aus dem Halberstädter Broyhan hervorgegangen sein; aber auch das Breslauer Weißbier Schöps könnte als Vorbild gedient haben. Berliner Brauer veränderten später die Rezeptur und stellten Weißes Bier her, welches seine Vorbilder an „Wohlgeschmack und Bekömmlichkeit noch übertraf“. Dieses „Berlinische Weitzenbier“ wurde urkundlich 1680 (nach anderer Quelle 1642) erstmals erwähnt. Nach 1700 entwickelte es sich zum Lieblingsgetränk der Berliner. Unternehmer wie Breithaupt in der Palisadenstraße betrieben erfolgreiche Spezialbrauereien. Um 1800, als Bier nach Pilsener Brauart noch unbekannt war, gab es in Berlin rund 700 Weißbierlokale.
Einer weit verbreiteten Legende zufolge sollen die Soldaten Napoleons I. zu Anfang des 19. Jahrhunderts, als sie sich in Berlin als Besatzungstruppen aufhielten, das Berliner Weißbier als „Champagne du Nord“ bezeichnet haben.

### Familie Landré
Charles Fréderic Edouard Landré (1791–1843) stammte aus einer Hugenottenfamilie. Ende des 17. Jahrhunderts war seine Familie aus Gien an der Loire ihres Glaubens wegen nach Genf geflohen. Er zog bald weiter nach Berlin und erwarb 1835 eine schon bestehende Weißbier-Brauerei in der Stralauer Straße 36. Seine Witwe Johanna Landré führte das Unternehmen bis 1852 weiter. Dann übernahm ihr ältester Sohn Charles Adolphe Landré die Brauerei. Johanna Landré erwarb 1856 noch eine weitere Brauerei – die Kluge’sche Weißbierbrauerei –, die ihren Sitz in der Münzstraße 3 hatte. Sie wurde von ihrem jüngsten Sohn Jean Charles Landré erfolgreich bewirtschaftet.
Die Weißbierbrauerei in der Münzstraße wurde 1870/71 zur Straßburger Straße 6–9 verlegt, wo sich bereits zuvor die Mälzerei der Familie Landré befand. Daraus wurde die Berliner Weißbierbrauerei AG.
Im Jahr 1917, lange nach dem Tod der Brüder Landré, wurden die beiden Weißbierbrauereien zusammengelegt. An das Wirken der Familie erinnert seit 1909 die Landréstraße im Berliner Ortsteil Kaulsdorf.

### Weitere Weißbierbrauereien in Berlin im 19./20. Jahrhundert
- → Hauptartikel: Schultheiss-Brauerei Das war die größte Brauerei von Berliner Weisse (Schultheiss Original Berliner Weisse; Berliner Kindl Weisse).
- → Hauptartikel: Bötzow-Brauerei
- → Hauptartikel: Gabriel & Jäger
- Breithaupt & Willner[10]
- Im Jahr 1916 nennt das Berliner Adressbuch mit Landré 19 Weißbierbrauereien in Alt-Berlin.[11]

## Seit der deutschen Wiedervereinigung
In den letzten Jahrzehnten kam es durch den Zusammenschluss von Brauereien (Berliner-Kindl-Schultheiss-Brauerei) zur Produktionseinstellung der Schultheiss Original Berliner Weisse sowie weiterer verschiedener Berliner Weißbiere. Ohne merkliche Unterbrechung wurde lediglich Berliner Kindl Weisse weiterhin hergestellt und ist als Weisse pur sowie fertig gemischt mit Himbeer- oder Waldmeisterzusatz verfügbar. Mit Beginn der deutschen Craft-Beer-Bewegung in den 2010er Jahren begannen zusätzlich verschiedene kleinere Brauereien mit der Herstellung von Berliner Weißbieren. Darüber hinaus wird Berliner Weisse, teilweise unter verschiedenen anderslautenden Bezeichnungen gebraut.

## Mischgetränke
Der Genuss von Berliner Weißbiersorten als Mischgetränk war lange Zeit unüblich. Man trank das Bier allenfalls zusammen mit Kümmelschnaps oder Korn als „Weiße mit Strippe“. Zu Beginn des 19. Jahrhunderts soll der Berliner Brauer Josty dem Bier Kräuter beigegeben haben, vornehmlich Waldmeister. Später setzte sich die Zugabe von Himbeer- oder Waldmeister-Sirup durch („Weiße mit Schuss“), beides wurde erst im Glas gemischt („rot oder grün“) und mit Strohhalm serviert. Im beginnenden 21. Jahrhundert nahmen im Handel fertige Mischungen in der Flasche an Breite und Menge zu. Mit dem sinkenden Bierverbrauch seit den 1990er Jahren nahm allgemein die Angebotsbreite von Biermischgetränken zu. So gibt es fertige Mischungen von Berliner Weißbier mit Schwarzer Johannisbeere, Sauerkirsche, Holunderblüte oder auch Piña Colada, meist als Aromazusatz.